# Alejandro Cantero
Alejandro „Álex” Cantero Sánchez (ur. 8 czerwca 2000 w Madrycie) – hiszpański piłkarz grający na pozycji pomocnika. w klubie Jagiellonia Białystok.

## Kariera klubowa
Cantero rozpoczynał karierę w CD Brunete, skąd trafił do szkółki Realu Madryt. W 2016 roku dołączył do akademii Levante UD. 19 lutego 2019 podpisał profesjonalny kontrakt z Levante, obowiązujący przez cztery lata.
W seniorskim futbolu zaczynał w rezerwach klubu, Atlético Levante UD, występujących w Segunda División B. W pierwszej drużynie zadebiutował 30 kwietnia 2021 w przegranym 0:2 meczu La Liga z Celtą Vigo. 27 sierpnia 2022 strzelił swoją pierwszą bramkę w profesjonalnej karierze, w wygranym 2:0 meczu z CD Tenerife w Segunda División. 1 września 2022 przedłużył kontrakt do 2025 roku.
21 lipca 2024 Cantero podpisał dwuletni kontrakt z CD Tenerife.
9 lipca 2025 podpisał dwuletni kontrakt z opcją przedłużenia o kolejny rok z Jagiellonią Białystok.

### Kariera reprezentacyjna
W 2019 roku Cantero rozegrał dwa mecze towarzyskie w barwach reprezentacji Hiszpanii U-19.

## Statystyka
(aktualne na koniec sezonu 2024/2025)
| Klub                  | Sezon           | Liga            | Liga | Liga | Puchar kraju | Puchar kraju | Inne | Inne | Europa | Europa | Suma | Suma |
| Klub                  | Sezon           | Liga            | M.   | Br.  | M.           | Br.          | M.   | Br.  | M.     | Br.    | M.   | Br.  |
| --------------------- | --------------- | --------------- | ---- | ---- | ------------ | ------------ | ---- | ---- | ------ | ------ | ---- | ---- |
| Levante B             | 2018/2019       | Division B      | 12   | 4    | –            | –            | –    | –    | –      | –      | 12   | 4    |
| Levante B             | 2019/2020       | Division B      | 22   | 1    | –            | –            | –    | –    | –      | –      | 22   | 1    |
| Levante B             | 2020/2021       | Division B      | 16   | 2    | –            | –            | –    | –    | –      | –      | 16   | 2    |
| Levante B             | Ogólnie         | Ogólnie         | 50   | 7    | 0            | 0            | 0    | 0    | 0      | 0      | 50   | 7    |
| Levante               | 2020/2021       | Primera         | 4    | 0    | –            | –            | –    | –    | –      | –      | 4    | 0    |
| Levante               | 2021/2022       | Primera         | 25   | 0    | 2            | 0            | –    | –    | –      | –      | 27   | 0    |
| Levante               | 2022/2023       | Segunda         | 35   | 3    | 4            | 1            | –    | –    | –      | –      | 39   | 4    |
| Levante               | 2023/2024       | Segunda         | 24   | 1    | 2            | 0            | –    | –    | –      | –      | 26   | 1    |
| Levante               | Ogólnie         | Ogólnie         | 88   | 4    | 8            | 1            | 0    | 0    | 0      | 0      | 92   | 5    |
| CD Tenerife           | 2024/2025       | Segunda         | 27   | 2    | 2            | 0            | –    | –    | –      | –      | 29   | 2    |
| Jagiellonia Białystok | 2025/26         | Ekstraklasa     | 0    | 0    | 0            | 0            | 0    | 0    | 0      | 0      | 0    | 0    |
| Ogólnie kariera       | Ogólnie kariera | Ogólnie kariera | 165  | 13   | 10           | 1            | 0    | 0    | 0      | 0      | 175  | 14   |